# Débit de tabac

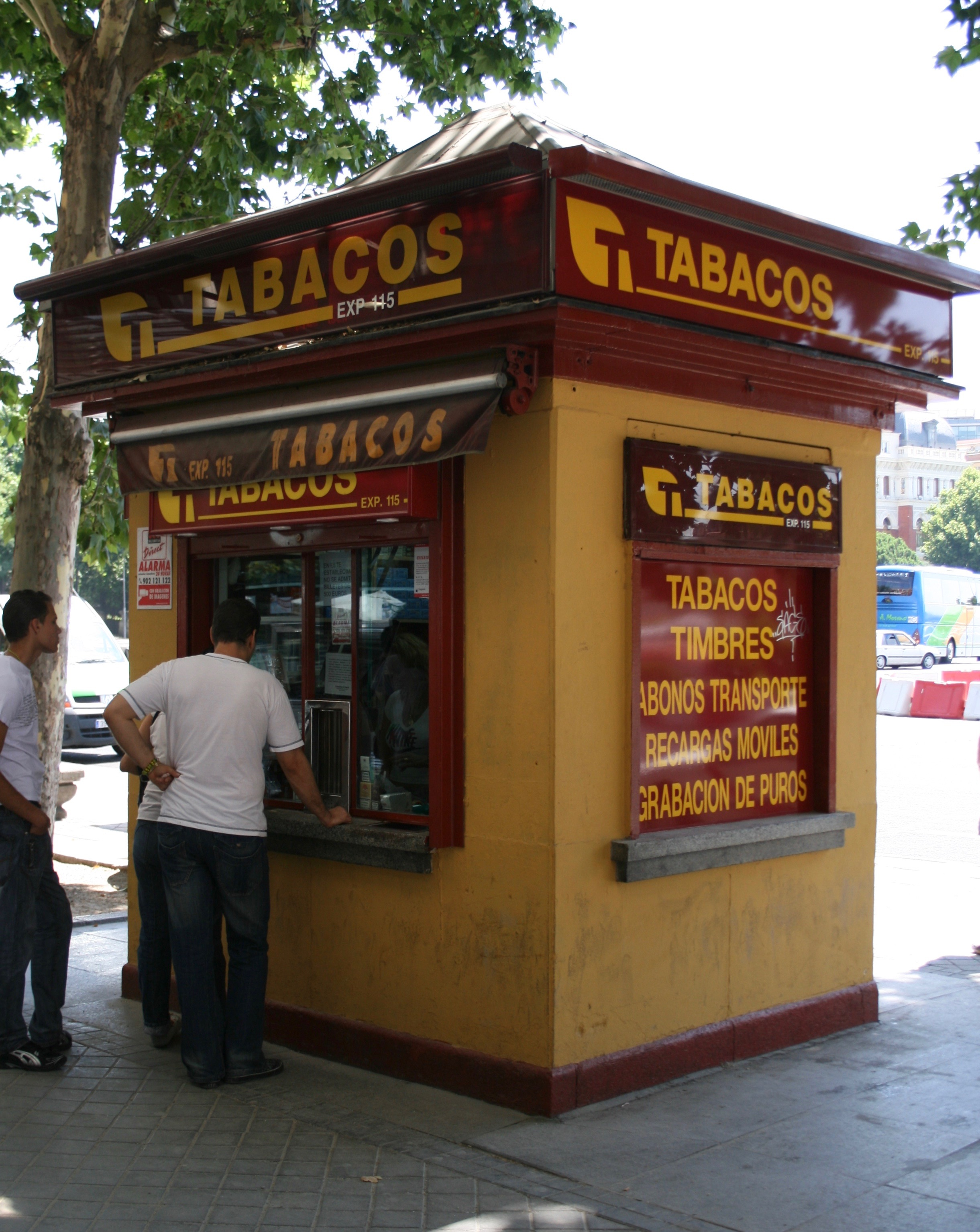
Débit de tabac en Espagne, du modèle de celui qu'a géré la célèbre buraliste Rosario la Dynamiteuse à Madrid.

Un débit de tabac ou bureau de tabac, est un établissement commercial spécialisé dans la vente de divers produits transformés du tabac prêts à la consommation : cigarettes, cigares, tabac à rouler, etc. Ce type de commerce est souvent couplé avec celui d'une maison de la presse, appelé tabac-presse, ou avec un débit de boissons, appelé bar-tabac.
Au Québec, on parle plutôt de tabagie.

## Législation des débits de tabac

### En Allemagne

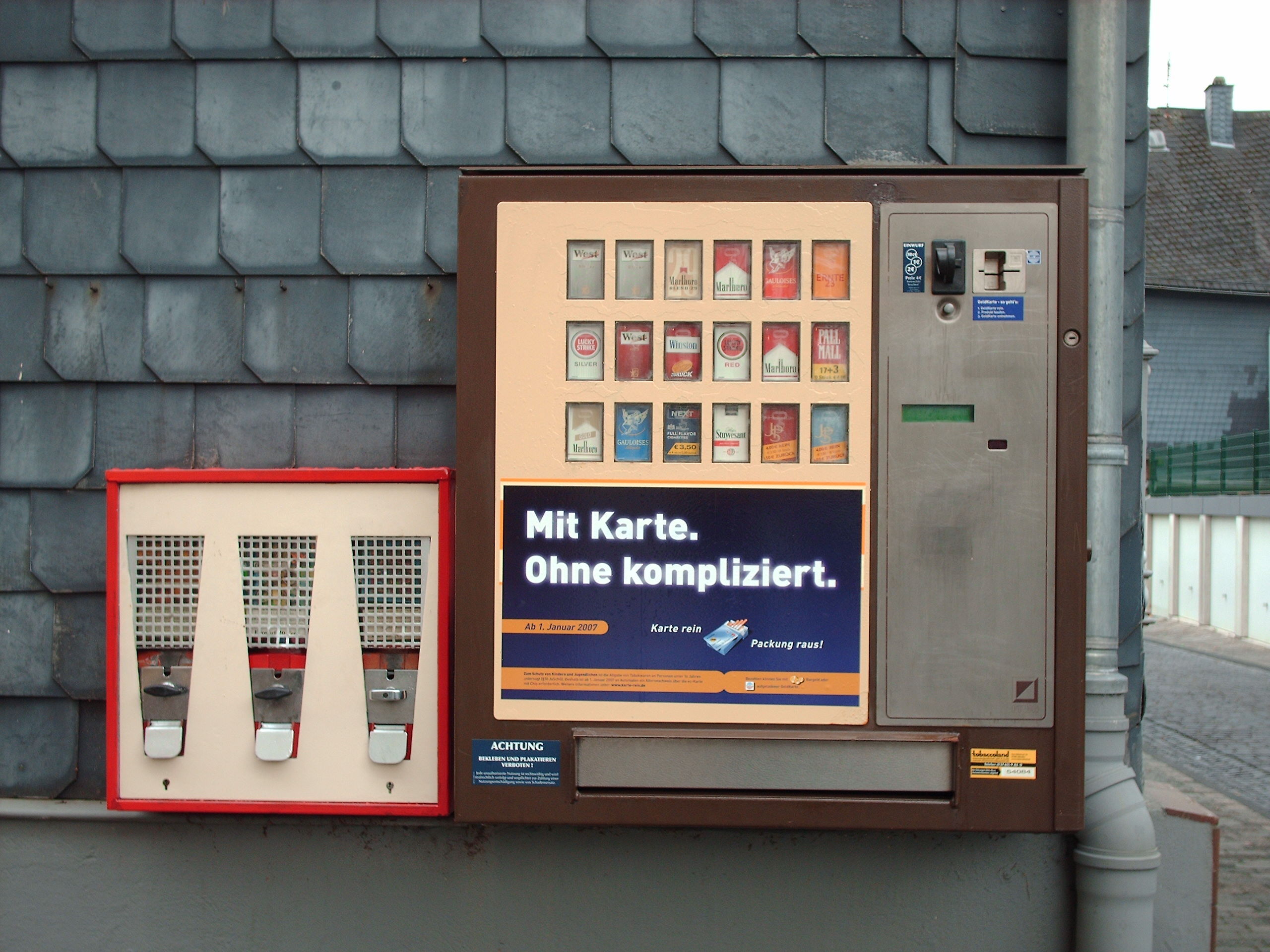
Distributeur automatique de cigarettes au coin d'une rue de la ville de Hilchenbach, en Allemagne.

La vente de tabac en Allemagne se fait majoritairement par l'intermédiaire de distributeurs automatiques de cigarettes.

### En France

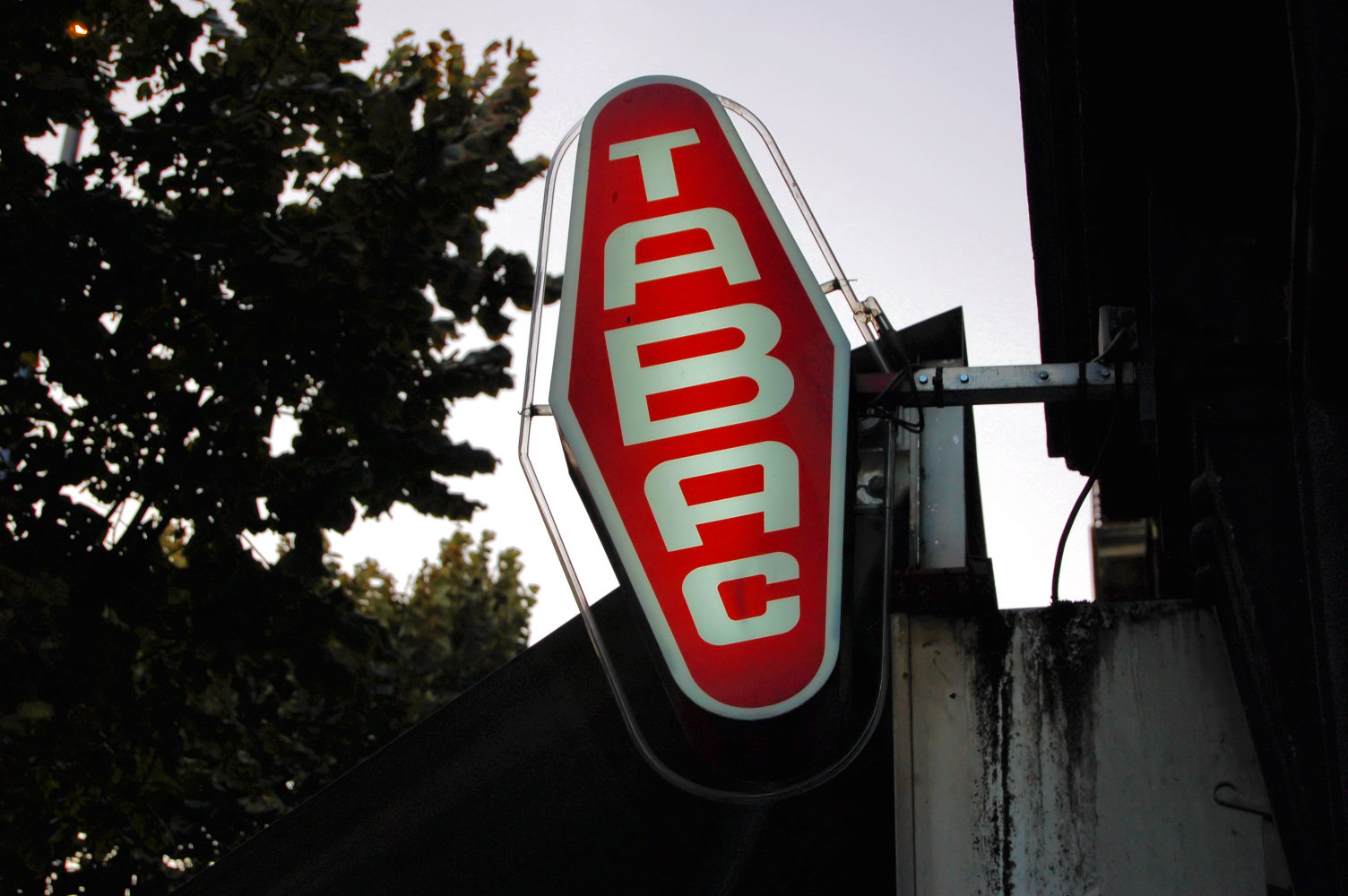
« Carotte » signalant un point de vente de tabac en France.

La vente au détail de tabac est réservée à l'administration des douanes qui exerce ce monopole par l'intermédiaire de débitants, ayant le titre de préposés, liés à l'administration par un contrat de gérance de trois ans renouvelable par tacite reconduction.
Depuis 1906, les débits de tabac sont tenus d'arborer en façade une enseigne standardisée, représentation stylisée des feuilles de tabac séchées et tressées en torsade ensemble, que, à partir du XVIe siècle et suivant un nombre réglementé, le vendeur pouvait mouliner en fonction de la demande du client afin de lui vendre au poids. Cette manière de stocker, présenter et débiter le tabac a été nommée « carotte ».

### En Suisse

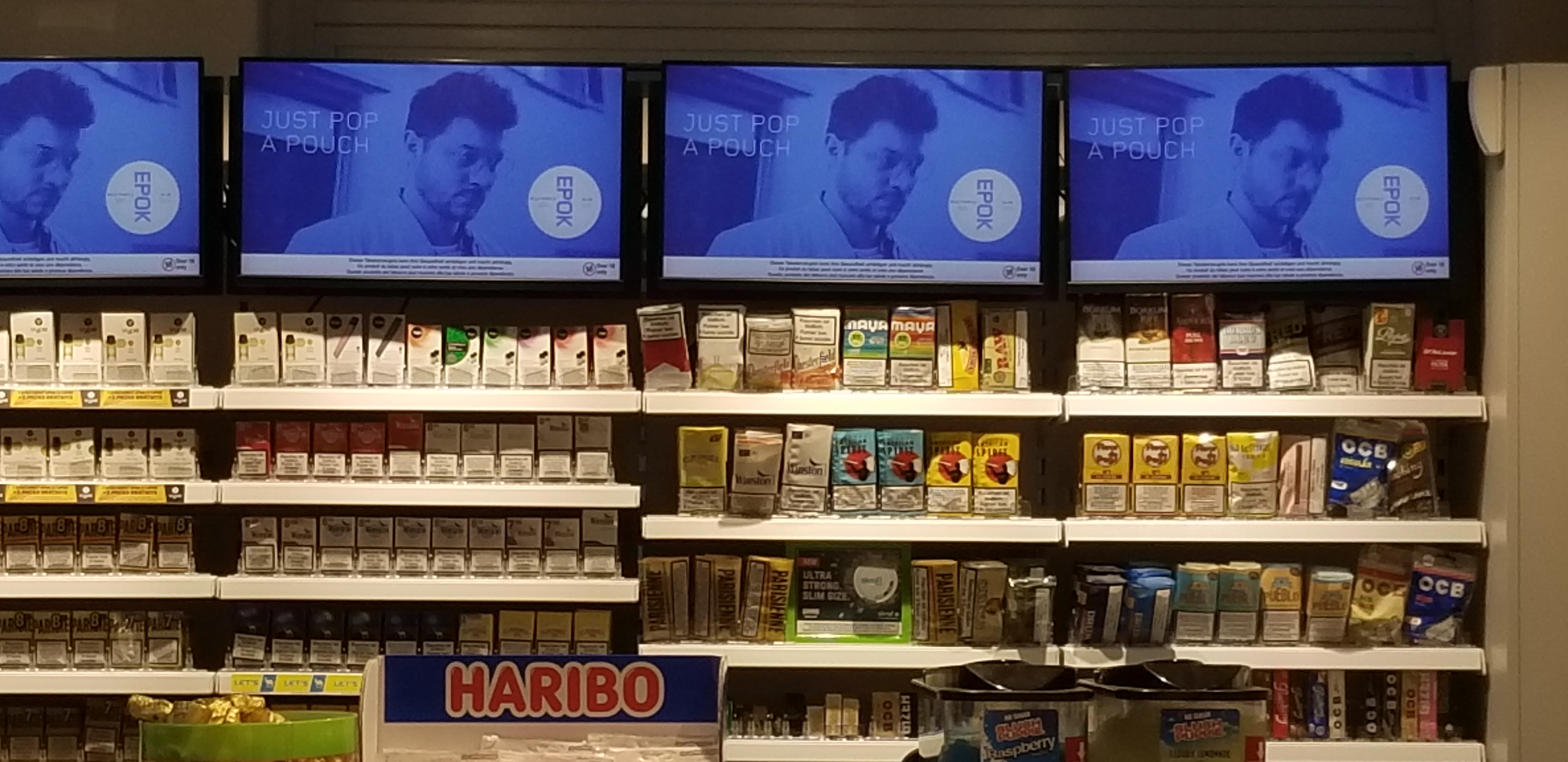
Commerce de tabac à Neuchâtel (Suisse) en 2020 : la publicité est autorisée à l'intérieur du magasin.

### Au Québec
L'ensemble de l'industrie du tabac au Québec fait partie du secteur privé ; elle est régie par la loi concernant la lutte contre le tabagisme. Celle-ci a été considérablement renforcée en 2006. Les produits doivent être destinés exclusivement à des clients de 18 ans et plus et la vente de tabac n'est pas l'exclusivité des « tabagies » puisque les produits du tabac sont en vente libre dans les dépanneurs et les marchés d'alimentations. Ce n'est que depuis les années 1990 qu'on ne peut plus s'en procurer en pharmacie.

## Histoire

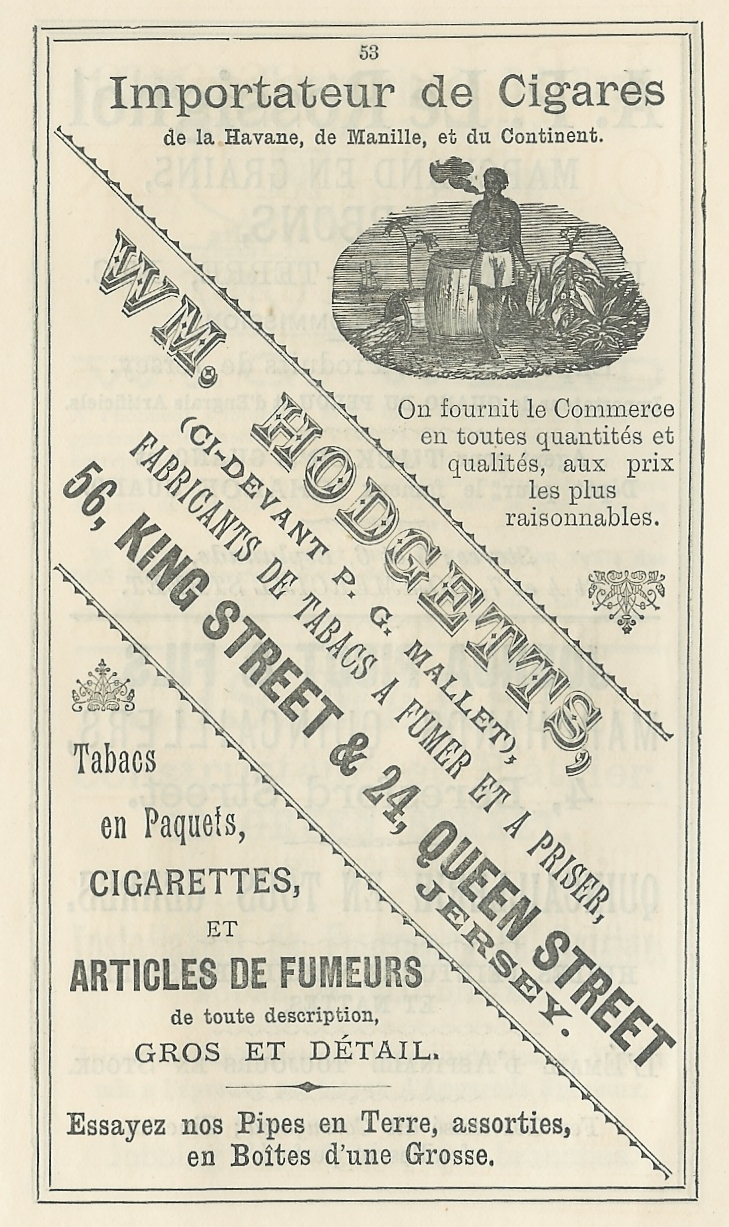
Publicité pour la vente de tabac tiré de l'Almanach Chronique de Jersey, 1892.

## Situation des débits de tabac

### En France
La France compte 23 500 commerces de tabac actifs, constitués à 55,5 % de bars-tabac (avec ou sans presse) et situés pour 41 % d'entre eux dans des communes de moins de 3 500 habitants.
Les commerces situés dans des communes proches des frontières sont soumis à la concurrence des débits de tabac des pays limitrophes, notamment l'Espagne, l'Italie ou la Belgique, où les taxes sont moins élevées. Selon Éric Paqueriaud, président de la chambre syndicale des buralistes du département des Pyrénées-Orientales : « Les ventes parallèles représentent 25 % des cigarettes en France sur le plan national mais dans les Pyrénées-Orientales, ce sont 63 % des cigarettes fumées qui viennent de l'étranger ». Les buralistes français réclament plus de contrôles douaniers et une harmonisation européenne du prix du tabac.
En 2017, la confédération des buralistes lance sa propre marque de cigarettes, LCB (pour « La Cigarette du Buraliste ») afin de concurrencer les grandes marques traditionnelles. La création de cette marque suscite une polémique car la marque est soupçonnée de cibler les jeunes par un prix très bas.
À partir des années 2010, des mesures d'accompagnement des débitants de tabac sont mises en place, afin de les aider à faire face à des difficultés d'exploitation et d'indemniser une éventuelle cessation d'activité :
- 30 décembre 2011 : création d'une remise compensatoire en faveur des débitants de tabac « en cas de baisse du chiffre d'affaires annuel réalisé sur les ventes de tabacs d'au moins 10 % par rapport à celui de l'année de référence[13] » ;
- 25 juin 2013 : création d'indemnités de fin d'activité et d'une aide à la réinstallation en faveur des débitants de tabac, à leur demande et sous condition d'implantation du débit de tabac dans des zones géographiques connaissant une baisse des livraisons ou dans une commune de moins de 1 500 habitants[14], seuil porté à 3 500 habitants en 2017[15] ;
- 4 janvier 2024 : simplification des conditions d'attribution de l'indemnité de fin d'activité en faveur des débitants de tabac, dont l'octroi devient automatique pour les débitants remplissant les conditions[16] ;

## Buralistes célèbres
- Rosario Sánchez Mora (1919-2008), ancienne militaire républicaine, héroïne de la Guerre d'Espagne sous le surnom de Rosario la Dynamiteuse, tient un célèbre bureau de tabac, dans le quartier de Vallecas, à Madrid, jusqu'à son décès[17].